# God in Three Persons

God in Three Persons est le titre d'un album des Residents sorti en 1988 sur le label Rykodisc.

## Scénario
Le narrateur, M. X, déclare qu'il était un jour déprimé ("j'étais en dessous") et il a repéré deux personnes dans la rue. Les deux personnes, connues plus tard comme des frères siamois et appelés "les siamois", l'ont amené à s'approcher. En traversant une foule, il a confronté les siamois (il a laissé entendre que le vrai nom de M. X pourrait être Ed). M. X a proposé d'aider les siamois dans la vie et de les aider à réussir. M. X a eu quelques légères difficultés avec les siamois, mais s'est réconcilié. M. X pensait qu'il devait devenir important pour eux afin de maintenir son nouveau but et son humeur positive dans sa vie. M. X s'est rendu compte que les deux étaient androgynes ou pouvaient changer de sexe (il l'a également vu dans un rêve).
Dans un bus, M. X apprend les histoires des siamois. Ils vivaient avec un oncle qui n'avait pas de jambes à cause d'une guerre. L'oncle était gentil et utilisait un fauteuil roulant, et comme l'oncle était amputé, les siamois pensaient que les gens étaient rassemblés au hasard sans apparence standard. Les siamois ont trouvé que cette idée était fausse lorsqu'ils sont allés dans un foyer d'accueil. Les enfants les ont intimidés parce qu'ils étaient différents jusqu'à ce que les siamois ressuscitent un chien qui avait été frappé et tué par une voiture. M. X a raconté aux siamois comment sa femme était morte (elle était dans le coma). La mort de l'épouse de M. X l'a rendu déprimé, a volé ses amis et a perdu ses amis.
Il a déclaré que lorsqu'il avait trouvé les siamois, il était en ruine, mais ils ont vraiment élevé M. X, qui est maintenant revenu à la paix avec la mort de sa femme. M. X était attiré par les siamois, comme cela a été quelque peu souligné lorsque M. X et les siamois jouaient. M. X a amené le "duo sacré" à travers de nombreuses villes. La parole des guérisseurs se répandit rapidement. M. X a décrit la cérémonie où il a reçu des honoraires et les siamois ont guéri les gens à proximité.
M. X entend les siamois rire dans une salle de bains et leur demande de sortir. Les siamois ont trouvé un jouet sexuel qui avait été oublié. Après que M. X et un jumeau se soient regardés, il a attrapé un jumeau et ils ont tous fini par tomber sur le sol. M. X était confus par ce qu'il ressentait. Une nuit, M. X s'est réveillé et, en marchant vers les siamois, a réfléchi à la façon dont la quantité de plaisir ressentie en ressentant quelque chose est significativement et avec une considération inférieure à la quantité attendue en y réfléchissant dans le passé. Il s'est glissé dans la chambre des siamois et les a agressés sexuellement. M. X a été repoussé. Le lendemain, M. X a beaucoup marché, réfléchissant à ce qui s'était passé. M. X a pensé à la façon dont il est une personne bien pire qu'il ne le pensait auparavant. Il a vu un couteau dans une vitrine. Déterminé à acheter le couteau, il l'a acheté à un homme et lui a menti.
M. X est retourné vers les siamois qui mangeaient et leur a suggéré d'aller dans la pièce que M. X avait précédemment construite sur le thème du pouvoir des siamois. Il leur a demandé d'enlever leurs vêtements et de s'agenouiller. M. X a entendu un ricanement et une voix se propager. Avec des rires et une voix qui le font se sentir mal, M. X a sorti le couteau de sa poche. Il a séparé les siamois. La blessure a excité M. X, alors il y a mis son pénis; il a pénétré l'entaille avec son pénis plusieurs fois jusqu'à ce qu'il éjacule.
Après l'épisode violent de viol, M. X a conclu son histoire. Il a réfléchi sur les idées de bien, de mal, d'abus, d'individualité et de désirs. M. X a dit qu'il était seul, et lui et les siamois se sont séparés. Les siamois lui rendent toujours visite et rient même avec lui en pensant à leurs expériences passées. Les siamois ont toujours des capacités de guérison, mais sont moins liés ensemble. M. X réfléchit plus loin, sur l'illusion, la vie et la confusion.

## Chansons
1. Main Title from 'God in 3 Persons' - 3:52
2. Hard & Tenderly - 4:36
3. Devotion? - 3:36
4. The Thing About Them - 4:05
5. Their Early Years - 4:39
6. Loss of a Loved One - 4:50
7. The Touch - 3:30
8. The Service - 5:02
9. Confused (By What I Felt Inside) - 4:37
10. Fine Fat Flies - 4:26
11. Time - 1:18
12. Silver, Sharp and Could Not Care - 3:03
13. Kiss of Flesh - 9:39
14. Pain and Pleasure - 4:35

- Soundtrack Tracks:

1. Main Titles (God in Three Persons) - 3:38
2. Hard and Tenderly - 3:44
3. The Thing About Them - 3:25
4. Their Early Years - 2:43
5. Loss of a Loved One - 3:10
6. The Touch - 2:08
7. The Service (Part 1) - 2:51
8. The Service (Part 2) - 1:28
9. Confused by What I Felt Inside - 5:37
10. Kiss of Flesh - 9:25
11. Pain and Pleasure - 2:00